# Джиммі Вордго
Джиммі Вордго (англ. Jimmy Wardhaugh, нар. 21 березня 1929, Маршал-Мідовс — пом. 20 січня 1978, Единбург) — шотландський футболіст, що грав на позиції нападника.
Виступав, зокрема, за клуб «Гартс», а також національну збірну Шотландії.
Чемпіон Шотландії. Дворазовий володар Кубка Шотландії. Дворазовий володар Кубка шотландської ліги.

## Клубна кар'єра
У дорослому футболі дебютував 1946 року виступами за команду клубу «Гартс», в якій провів тринадцять сезонів, взявши участь у 303 матчах чемпіонату. Більшість часу, проведеного у складі «Гарт оф Мідлотіан», був основним гравцем атакувальної ланки команди. У складі «Гарт оф Мідлотіан» був одним з головних бомбардирів команди, маючи середню результативність на рівні 0,68 голу за гру першості. За цей час виборов титул чемпіона Шотландії.
Завершив професійну ігрову кар'єру у клубі «Данфермлін Атлетік», за команду якого виступав протягом 1959—1961 років.

## Виступи за збірну
У 1954 році дебютував в офіційних матчах у складі національної збірної Шотландії. Протягом кар'єри у національній команді, яка тривала усього 3 роки, провів у формі головної команди країни лише 2 матчі.
Помер 20 січня 1978 року на 49-му році життя у місті Единбург.

## Титули і досягнення
- Чемпіон Шотландії (1):

«Гартс»: 1957-1958
- Володар Кубка Шотландії (2):

«Гартс»: 1955-1956
«Данфермлін Атлетік»: 1960-1961
- Володар Кубка шотландської ліги (2):

«Гартс»: 1954-1955, 1958-1959